# 갈리나 바를라모바
갈리나 이바노브나 바를라모바(러시아어: Галина Ивановна Варламова) 또는 켑투케(러시아어: Кэптукэ, 1951년 1월 18일 ~ 2019년 6월 19일)는 에벤크인 작가이자 철학자, 민속학자이다. 에벤크어와 민속 전무가였으며 러시아어, 에벤크어, 야쿠트어 작가이다.
예벤크어와 예벤크 문학 분야의 대학자이자, 예벤크족 민속의 의례 장르를 연구한 최초의 민속학자다. 수많은 마을을 방문하여 예벤크족을 연구하는 과정에서 켑투케는 의례와 관련된 민담, 영웅담, 신화, 전승 등 서사적 장르에 해당되는 예벤크족 설화를 수집했다. 그중 일부는 예벤크족 민담 장르, 전통적 세계관, 예벤크족 여성의 공연 전통 등에 관한 단행본으로 출판되었다. 또 절멸 언어로 분류되는 예벤크어 보존을 위해서도 많은 일을 했다. 예벤크어 교재를 편찬했으며, 예벤크족의 언어와 문학을 연구하는 신진학자들도 양성했다.
갈리나 켑투케는 1989년에 최초의 작품 ≪제 이름을 가진 젤툴라강≫을 발표함으로써 널리 알려지게 되었다. 이어서 1990년에 크라스노야르스크에서 ≪체릭테 할아버지의 이야기≫가, 1991년에 모스크바에서 작품 모음집 ≪작은 아메리카≫가 출판되었다. 몇몇 개별 작품이 독일어, 스페인어, 이탈리아어, 프랑스어, 일본어로도 출판되었다. 1993년 극북, 시베리아, 극동 소수민족 대의원 총회는 작품집 ≪작은 아메리카≫를 쓴 켑투케에게 문학 분야의 ‘새벽 여명의 별’ 상을 시상했다.